# Dãy núi Arakan
Dãy núi Arakan (hay Dãy núi Rakhine, Rakhine Yoma , Arakan Yoma, Rakhine Roma, Arakan Roma; tiếng Miến Điện: ရခိုင်ရိုးမ) là một dãy núi ở phía tây Myanmar, giữa bờ biển bang Rakhine và bồn địa miền trung Myanmar. Dãy Arakan chạy từ mũi Negrais ở phía nam tới bang Manipur của Ấn Độ ở phía bắc.

## Địa chất và cấu tạo
Dãy Arakan và các vòng cung song song ở phía tây và phía đông tạo nên bởi sức ép do hai đĩa Ấn Độ và địa Âu Á va chạm vào nhau. Dãy núi này bao gồm các cao nguyên Naga, cao nguyên Chin, và dãy núi Patkai (mà trong dãy này lại có cao nguyên Lushai).

## Các đỉnh cao
Dãy Arakan chạy dài khoảng 950 km, trong đó chỉ khoảng 400 km thực sự là núi. Đỉnh cao nhất trong dãy là Nat Ma Taung (còn gọi là núi Victoria), cao 3.094 mét.

## Lịch sử
Vì dãy Arakan ngăn cách bờ biển Rakhine khỏi phần còn lại của Myanmar, nên nó giống như một rào cản ngăn người từ miền trung Myanmar và tiểu lục địa Ấn Độ qua lại. Chính điều này đã khiến cho người Rakhine có sự phát triển độc lập, cả về ngôn ngữ lẫn văn hóa, với người Miến; giúp cho các thực thể chính trị có cơ hội tồn tại trước sự bành trướng của người Miến. Các đô thị ven biển như Mrauk U và Waithali, tạo thành các hạt nhân của nền văn minh Arakan.

## Sinh thái
Dãy núi Arakan giống như rào chắn ngăn gió mùa tây nam mang hơi ẩm từ miền trung Myanmar, vì thế sườn phía tây của dãy núi này khô hơn. Dãy Arakan bao gồm vùng sinh thái rừng trên núi cao nguyên Chin-Arakan Yoma nơi còn một số lượng voi và loài rùa rừng Arakan đang bị đe dọa nghiêm trọng.